# Paleomapa
Els paleomapes són mapes de continents i serralades de muntanyes de temps passats basats en les reconstruccions de les plaques tectòniques. Fins als anys 1960, els paleomapes no eren gaire satisfactoris, ja que era difícil comprendre moltes de les seves característiques distintives. Per exemple, els grans deltes de rius semblaven estar associats amb les molt més petites conques de drenatge. Amb el descobriment de la tectònica de plaques, va ser més evident que les masses de terra es movien les unes respecte a les altres al llarg del temps. Actualment, és possible construir mapes de períodes de diversos centenars de milions d'anys, més acurats. Abans del període Cambrià, resulta més difícil fer paleomapes, ja que, d'abans del Cambrià, hi ha poques roques exposades que es conservin. Quan les roques estan exposades, les latituds sovint es poden determinar per l'orientació conservada dels camps magnètics (paleomagnetisme).
Molts dels paleomapes publicats estan connectats amb el treball de Christopher Scotese.